# Sauerbruch Hutton Architects
Sauerbruch Hutton Architects es un estudio de arquitectura con sedes en Berlín y Londres fundado por Matthias Sauerbruch y Louisa Hutton en 1989.

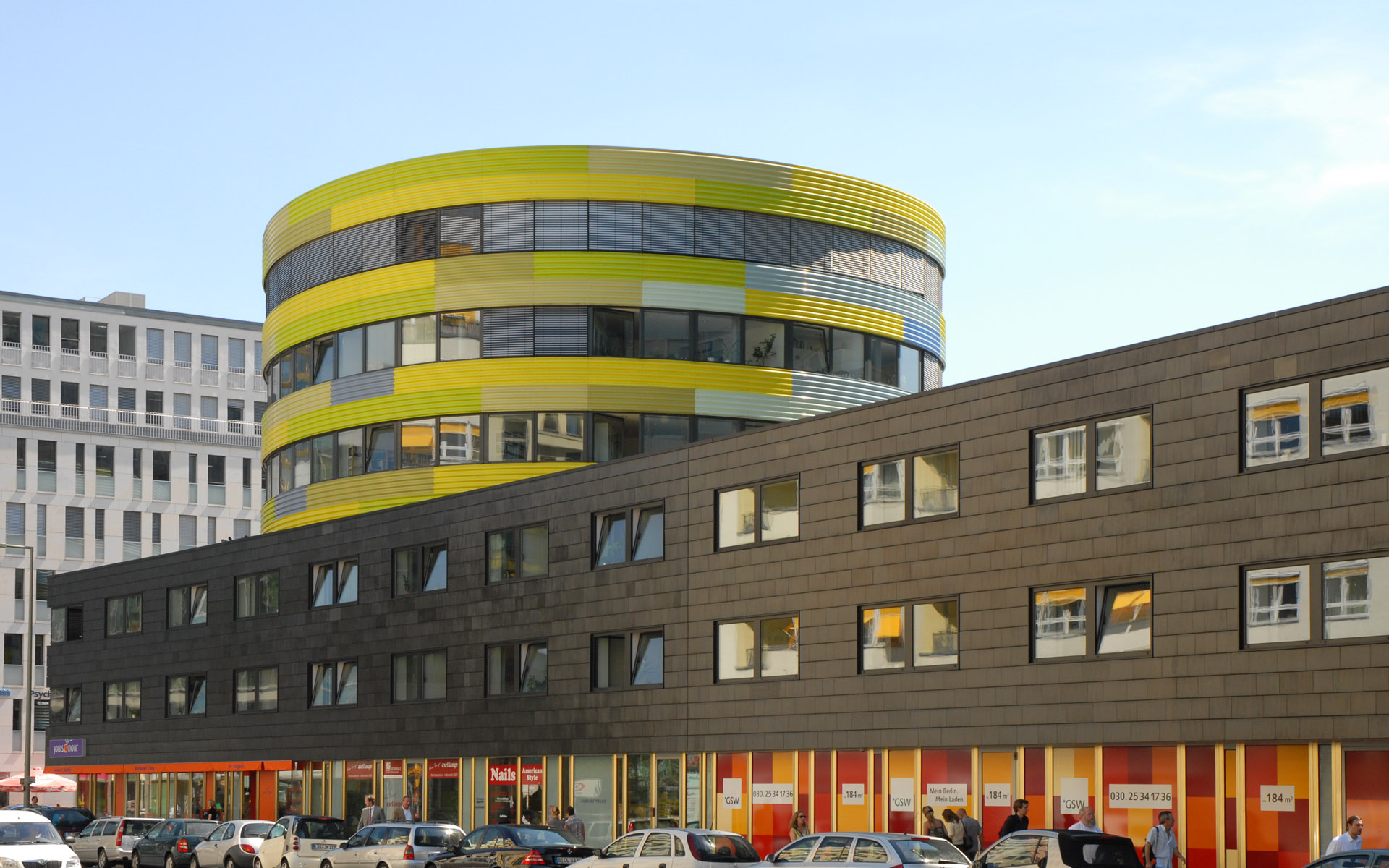
Sauerbruch Hutton GSW building n1

## Obra
Sus trabajos destacan ante todo por su síntesis de color durante el proceso de diseño, así como por el empleo de formas curvilíneas. Hacen uso de materiales y técnicas innovadoras, y buscan aplicar criterios de sostenibilidad en todos los casos.
Actualmente, junto con Sauerbruch y Hutton, Juan Lucas Young se encarga del proceso de dirección.
Originariamente, comenzaron a desarrollar su labor arquitectónica en Londres donde Sauerbruch y Hutton se dedicaban también a la docencia. Algunos de los ejemplos de sus primeras obras construidas son la L House, de 1989. Con posterioridad, se trasladaron a Berlín, donde acometieron el proyecto de la sede de la GSW, considerado como el primer edificio de notable altura tras la caída del muro de Berlín. Se trata de un edificio con fachadas de panel sándwich. Más recientemente, han desarrollado proyectos en Colonia o Dessau, dentro de la geografía alemana, así como también otros proyectos en Inglaterra, Finlandia, Francia, Italia y los Países Bajos.

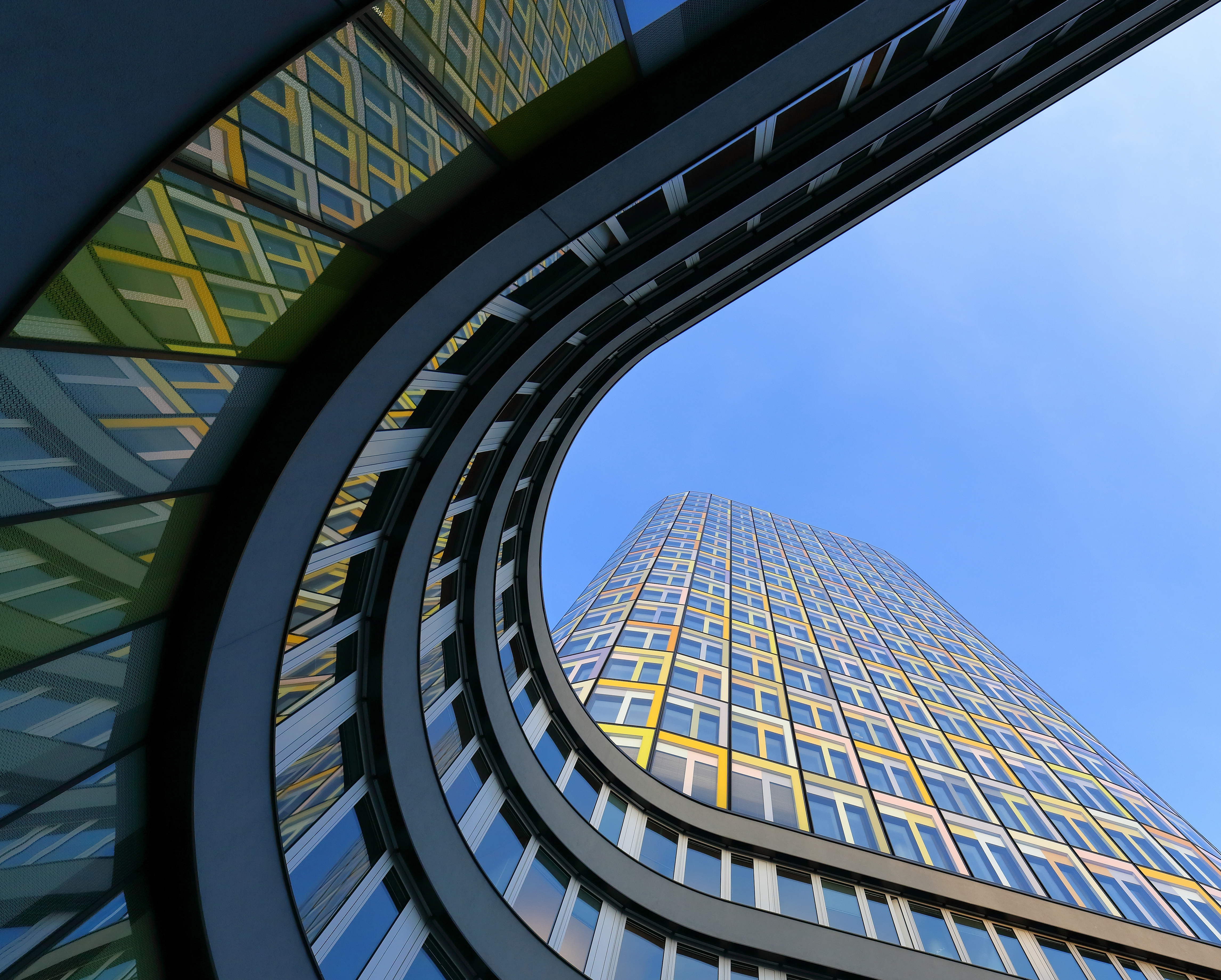
ADAC-Zentrale, Munich, March 2017-03

## Reconocimientos
Su labor a lo largo de varias décadas les ha valido ser nominados a diversos galardones. Entre ellos, el Premio Erich Schelling de Arquitectura en 1998, finalistas del Premio Stirling en 2000, el Premio Fritz Schumacher en 2003 y el Premio Mies Van Der Rohe en 2011.